# System Shock
System Shock è un videogioco di tipo sparatutto in prima persona fantascientifico sviluppato dalla Looking Glass Technologies e pubblicato dalla Origin Systems il 26 marzo 1994 per MS-DOS e successivamente per Mac OS e PC-98.
Fu molto apprezzato dalla critica all'uscita, ma apparentemente non fu un successo commerciale. Il periodo era di grande esplosione degli sparatutto in prima persona, come i cloni di Doom, per cui System Shock inizialmente fu poco notato dal pubblico, ma da allora viene considerato un caposaldo del suo genere. Dopo Doom è lo sparatutto più influente degli anni '90, grazie a diverse idee divenute comuni, come il gameplay emergente.

## Trama
Nel 2072 il protagonista impersonato dal giocatore, un hacker senza nome, cerca di accedere al complesso dati primario concernente la Cittadella, una stazione spaziale di proprietà della TriOptimum. L'hacker viene scovato dalle guardie di sicurezza TriOptimum e viene condotto da Edward Diego, CEO della TriOptimum, presso la stazione.
Edward Diego promette di rilasciare l'hacker, se riuscirà a eseguire un'operazione segreta di hacking su SHODAN, una intelligenza artificiale che controlla la stazione, per i non meglio precisati scopi di Diego, in cambio dell'impianto chirurgico di una interfaccia neurale.
Dopo che l'hacker ha operato, viene fornito dell'impianto e posto sotto sonno criogenico.
Al suo risveglio circa 6 mesi dopo, però, la situazione è precipitata e SHODAN ha preso il controllo della Cittadella, massacrando o soggiogando l'equipaggio con i robot, e intende rivolgere le sue ostilità contro la Terra. Starà all'hacker cercare di riparare la situazione a bordo della stazione, spesso ricevendo informazioni da e-mail e registrazioni lasciate da personaggi già uccisi o mutati.

## Modalità di gioco
System Shock combina un'interfaccia simile a quella di Ultima Underworld, e presenta caratteristiche tipiche di un videogioco di ruolo. Con un cursore a movimento libero, richiamabile in qualsiasi momento, il giocatore è in grado di manipolare oggetti e utilizzare il complesso HUD di cui è provvisto il protagonista. Quest'interfaccia è utilizzata anche per saltare, attaccare, chinarsi, girare lo sguardo fluidamente a destra e a sinistra e guardare su e giù. Il gioco contiene varie armi, che spaziano da una sbarra di ferro alle pistole laser, senza dimenticare le classiche armi da fuoco.
Il motore fisico, molto avanzato per i suoi tempi, genera conseguenze per quasi ogni azione del giocatore, come il rinculo realistico delle armi o il moto degli oggetti lanciati, che differisce in base al peso.
Il giocatore può temporaneamente entrare in un Cyberspazio, utilizzando appositi terminali rintracciabili nel gioco, per raccogliere software di aggiornamento per la propria interfaccia neurale, e per disattivare i più complessi sistemi di sicurezza (nel gioco, normalmente, basta distruggere le telecamere per diminuire il livello di sicurezza).
Nella versione Enhanced del 2015 la grafica è stata decisamente migliorata e l'interfaccia facilitata, specialmente per l'azione di guardare su e giù.

## Serie
Questo videogioco ha diverse iterazioni:
- System Shock (1994)
  - System Shock: Enhanced Edition (2015), versione rimasterizzata per Windows[9]
  - System Shock (2023) remake, sviluppato da Nightdive Studios di Atari, pubblicato per PC il 30 maggio 2023; PS4, PS5, Xbox Series il 21 maggio 2024.[10]
- System Shock 2 (1999) sequel
  - System Shock 2 Enhanced Edition (2023) data pubblicazione non ancora annunciata[11]

System Shock 3 è stato in fase di sviluppo da parte di Otherside Entertainment nel 2018–2019, poi annullato; successivamente i diritti di questo e dei futuri sequel furono venduti a Tencent.

## Accoglienza
System Shock: Enhanced Edition ha avuto un'accoglienza positiva e ha ricevuto un punteggio Metacritic di 85/100.
Il remake System Shock del 2023 è stato generalmente ben accolto dalla critica e ha ricevuto un punteggio di 78/100 (aggiornato ad agosto 2023).